# Nesocordulia villiersi
Nesocordulia villiersi – gatunek ważki z rodziny Synthemistidae. Znany tylko z miejsca typowego na wyspie Mohéli (Mwali) w archipelagu Komorów.